# Oppens
Oppens es una comuna de Suiza perteneciente al distrito de Gros-de-Vaud del cantón de Vaud.
En 2018 tenía una población de 196 habitantes.
Se conoce la existencia de la localidad en documentos desde 1160 y su topónimo parece derivar de un nombre de persona de origen germánico. En la Edad Media pertenecía al señorío de Bioley-Magnoux, hasta que en 1536 pasó a formar parte de la bailía de Yverdon. El principal monumento que se ha construido aquí es la capilla de 1473 dedicada a San Fabián y San Sebastián, pues el pueblo carece de iglesia y depende de la parroquia de Orzens.
Se ubica unos 5 km al sureste de Yverdon-les-Bains, cerca del río Menthue.